# Леляевка
Леля́евка — село в Белоярском муниципальном образовании Новобурасского района Саратовской области России.

## География
Село располагается при слиянии рек Чечуйки и Леляйки, в 94 км на север от Саратова.

## История
До 24 апреля 2013 года входило в Малоозёрское муниципального образования.
24 апреля 2013 года Малоозёрское муниципальное образование вошло в состав Белоярского муниципального образования.

## Население
| 2002 | 2010 |
| ---- | ---- |
| 490  | ↘370 |

## Инфраструктура
В селе действуют средняя школа, детский сад, имеется почтовое отделение.
В селе 5 улиц (70 лет Октября, Весенняя, Лесная, Молодёжная, Юбилейная).

## Известные люди
В селе родился Александр Павлович Кликушин (1918—1978) — участник Великой Отечественной войны, полный кавалер Ордена Славы.